# Anthony Nelson Keys
Anthony Nelson Keys, anfänglich Anthony Keys (* 13. November 1911 in St George’s Hanover Square, London, Vereinigtes Königreich; † 19. März 1985 in Richmond) war ein britischer Filmproduzent, Regieassistent und Aufnahmeleiter, dessen Wirken eng mit der auf Horrorfilme spezialisierten Hammer Film Productions verbunden ist.

## Leben und Wirken
Der Sohn des Theater- und Filmschauspielers Nelson Keys (1886–1939) begann seine aktive Laufbahn beim Film in den frühen 1930er Jahren als Regieassistent unter dem Namen Anthony Keys und wechselte wenige Jahre darauf zur Aufnahmeleitung. Während des Zweiten Weltkriegs diente er in der Film & Photographic Unit der britischen Armee (1940–1946), danach kehrte er in sein Zivilleben zurück. Ab 1947 wirkte Nelson-Keys erneut als Aufnahmeleiter, rückte aber bald zum Produktionsüberwacher bzw. Produktionsleiter (1953) auf.
In dieser Position war der gebürtige Londoner auch an den wichtigsten Arbeiten der Hammer-Films, beginnend 1956 mit Frankensteins Fluch, beteiligt. Bei dem Hammer-Film Die scharlachrote Klinge ließ ihn die Horrorfilm-Firma erstmals als alleinverantwortlichen Produzenten arbeiten. Bis zum Ende der 1960er Jahre zeichnete Anthony Nelson-Keys bei einer Reihe von zum Teil recht effektvollen Gruselgeschichten wie Die brennenden Augen von Schloß Bartimore und Blut für Dracula verantwortlich. Hin und wieder stellte er aber auch den einen oder anderen Abenteuer- und Kriegsfilm mit historischem Hintergrund her. An Die Piraten am Todesfluß beteiligte er sich ungenannt am Drehbuch, zu Frankenstein muß sterben!, seinem letzten Hammer-Film, lieferte Nelson Keys die Storyvorlage. Nach der Produktion der von einer anderen Firma in Auftrag gegebenen Schauergeschichte Das Dunkel der Nacht mit den beiden Hammer-Film-Stars Peter Cushing und Christopher Lee zog sich der Brite zum Jahresende 1972 aus dem Filmgeschäft zurück.
Nelson Keys’ anderthalb Jahre älterer Bruder war der Filmregisseur John Paddy Carstairs.

## Filmografie

### Filmproduzent
- 1962: Piraten am Todesfluß (The Pirates of Blood River)
- 1963: Die scharlachrote Klinge (The Scarlet Blade)
- 1964: Die Teufelspiraten (The Devil-Ship Pirates)
- 1964: Die brennenden Augen von Schloss Bartimore (The Gorgon)
- 1965: Das Geheimnis der Blutinsel (The Secret of Blood Island)
- 1965: Die Letzten von Fort Kandahar (The Brigand of Kandahar)
- 1966: Blut für Dracula (Dracula: Prince of Darkness)
- 1966: Nächte des Grauens (The Plague of the Zombies)
- 1966: Rasputin – der wahnsinnige Mönch (Rasputin the Mad Monk)
- 1965: Das schwarze Reptil (The Reptile)
- 1966: Der Teufel tanzt um Mitternacht (The Witches)
- 1967: Frankenstein schuf ein Weib (Frankenstein Created Woman)
- 1967: Der Fluch der Mumie (The Mummy’s Shroud)
- 1967: Das grüne Blut der Dämonen (Quatermass and the Pit)
- 1968: Die Braut des Teufels (The Devil‘s Bride)
- 1969: Frankenstein muß sterben (Frankenstein Must Be Destroyed)
- 1973: Das Dunkel der Nacht (Nothing But the Night)

### Produktionsassistent
- 1953: Albert R.N.
- 1956: Allen Gewalten zum Trotz (Reach for the Sky)
- 1957: Frankensteins Fluch (The Curse of Frankenstein)
- 1957: Yeti, der Schneemensch (The Abominable Snowman)
- 1957: Stahlbajonett (The Steel Bayonet)
- 1958: Die gelbe Hölle (The Camp on Blood Island)
- 1958: Dracula
- 1958: Frankensteins Rache (The Revenge of Frankenstein)
- 1958: Der Schnorchel (The Snorkel)
- 1959: Der Hund von Baskerville (The Hound of the Baskervilles)
- 1959: Den Tod überlistet (The Man Who Cheated Death)
- 1959: Die Rache der Pharaonen (The Mummy)
- 1959: Die Würger von Bombay (The Stranglers of Bombay)
- 1960: Dracula und seine Bräute (The Brides of Dracula)
- 1960: Schlag 12 in London (The Two Faces of Dr. Jekyll)
- 1961: Terror der Tongs (The Terror of the Tongs)
- 1961: Der Fluch von Siniestro (The Curse of the Werewolf)
- 1962: Sie sind verdammt (The Damned)